# Osteopilus
Osteopilus – rodzaj płazów bezogonowych z podrodziny Hylinae w obrębie rodziny rzekotkowatych (Hylidae).

## Zasięg występowania
Rodzaj obejmuje gatunki występujące na Wielkich Antylach (w tym Jamajce) i Bahamach; introdukowany na południu USA i na Hawajach.

## Systematyka

### Etymologia
- Osteopilus: gr. οστεον osteon „kość”; πιλος pilos „filcowa czapka”[5].
- Calyptahyla: gr. καλυπτος kaluptos „ukryty”, od καλυπτω kaluptō „ukryć”; rodzaj Hyla Laurenti, 1768[3]. Gatunek typowy: Trachycephalus lichenatus Gosse, 1851 (= Hyla crucialis Harlan, 1826).

### Podział systematyczny
Do rodzaju należą następujące gatunki:
- Osteopilus crucialis (Harlan, 1826)
- Osteopilus dominicensis (Tschudi, 1838)
- Osteopilus marianae (Dunn, 1926)
- Osteopilus ocellatus (Linnaeus, 1758)
- Osteopilus pulchrilineatus (Cope, 1870)
- Osteopilus septentrionalis A.M.C. Duméril & Bibron, 1841 – rzekotka kubańska
- Osteopilus vastus (Cope, 1871) – rzekotka olbrzymia[6]
- Osteopilus wilderi (Dunn, 1925)